# Camuesa de Puerto de Béjar
Camuesa de Puerto de Béjar es el nombre de una variedad cultivar de manzano (Malus domestica). Esta manzana está cultivada en diversos viveros entre ellos algunos dedicados a conservación de árboles frutales en peligro de desaparición. Esta manzana es originaria de la  Provincia de Salamanca en Puerto de Béjar en la comarca de Sierra de Béjar, donde tuvo su mejor época de cultivo comercial anteriormente a la década de 1960, y actualmente en menor medida aún se encuentra.

## Sinónimos
- "Manzana Camuesa de Puerto de Béjar".[5][7][8]

## Historia
'Camuesa de Puerto de Béjar' es una variedad de la provincia de Salamanca en Puerto de Béjar en la comarca de Sierra de Béjar. El cultivo del manzano en Salamanca en superficies importantes se remonta a principios del siglo XX sobre todo en la zona de Sierra de Béjar, La Alberca, y en Cepeda, con variedades como 'Melapio de Peñacaballera', 'Camuesa del Puerto de Béjar', 'Reineto Blanco', Reineto Rojo'. . .
'Camuesa de Puerto de Béjar' está considerada incluida en las variedades locales autóctonas muy antiguas, cuyo cultivo se centraba en comarcas muy definidas. Se caracterizaban por su buena adaptación a sus ecosistemas y podrían tener interés genético en virtud de su adaptación. Se encontraban diseminadas por todas las regiones fruteras españolas, aunque eran especialmente frecuentes en la España húmeda. Estas se podían clasificar en dos subgrupos: de mesa y de sidra (aunque algunas tenían aptitud mixta).
'Camuesa de Puerto de Béjar' es una variedad clasificada como de mesa, difundido su cultivo en el pasado por los viveros comerciales y cuyo cultivo en la actualidad se ha reducido a huertos familiares y jardines privados.

## Características
El manzano de la variedad 'Camuesa de Puerto de Béjar' tiene un vigor medio; florece a inicios de mayo; tubo del cáliz pequeño o medio, en embudo con tubo estrecho y corto, y con los estambres insertos bajos.
La variedad de manzana 'Camuesa de Puerto de Béjar' tiene un fruto de buen tamaño grande; forma redondeada, voluminosa hacia la zona peduncular, suavemente acostillada, ligeramente mamelonada, y con contorno levemente irregular; piel poco brillante; con color de fondo amarillo verdoso blanquecino, importancia del sobre color bajo, color del sobre color rojo lavado, distribución del sobre color chapa, presentando chapa lavada rojiza que cubre la parte de la piel expuesta al sol, acusa punteado abundante, blanquinoso y aisladamente alguno ruginoso, y una sensibilidad al "russeting" (pardeamiento áspero superficial que presentan algunas variedades) débil; pedúnculo de longitud media, semi-fino, ensanchado en su extremo, un poco curvado, leñoso, rojizo, sobresaliendo poco de la cubeta, siendo la anchura de la cavidad peduncular relativamente estrecha, y la profundidad de la cavidad pedúncular profunda, con chapa ruginosa leve, bordes con leve o marcado ondulado, y con importancia del "russeting" en cavidad peduncular débil; anchura de la cavidad calicina más bien estrecha, profundidad de la cav. calicina poco profunda pero formando pocillo, bordes ondulados, y con importancia del "russeting" en cavidad calicina ausente; ojo cerrado o entreabierto; sépalos compactos en su base o un poco separados.
Carne de color blanco-crema; textura harinosa, suave; sabor característico de la variedad, intenso, muy dulce; corazón alargado, raras veces enmarcado por las fibras; eje abierto; celdas alargadas y muy puntiagudas; semillas abundantes y de variada forma.
La manzana 'Camuesa de Puerto de Béjar' tiene una época de maduración y recolección media en otoño, se recolecta durante el mes de septiembre. Se usa como manzana de mesa fresca, también idónea en la cocina para consumir asadas o fritas.